# Ulrich Haagen
Bernd-Ulrich Haagen (* 20. April 1948 in Hildesheim) ist ein deutscher Journalist. Er ist seit Ende 2009 Leiter der Redaktion „Recht und Justiz“ des ZDF und seit 1992 Moderator des 3sat-Gerichtsmagazins Recht brisant.

## Leben
Haagen ist der Sohn des früheren Hildesheimer Stadtbaurates Bernhard Haagen.  Er studierte Rechtswissenschaften, Psychologie und Politologie. Nach dem Referendarexamen absolvierte er ein Postgraduierten-Studium in England, Frankreich und Italien. 1979 legte er das Assessorexamen ab und war danach Assistent eines Bundestagsabgeordneten. Von 1980 bis 1982 war er als Redakteur beim WDR-Fernsehen unter anderem in der Redaktion des ARD Ratgeber Recht tätig. Anschließend arbeitete er als freier Journalist. 1985 legte er seine Dissertation über „Rechtsprobleme des Satellitenfernsehens“ vor. Stellvertretender Leiter der Redaktion „Recht und Justiz“ des ZDF war er bereits seit 1987.

## Auszeichnungen
- 2001: Pressepreis des Deutschen Anwaltvereins in der Sparte Fernsehen für den ARTE-Themenabend Kampf dem Verbrechen, 2001